# میخایلو میخایلوف
میخایلو میخایلوف (انگلیسی: Mykhaylo Mykhaylov؛ زادهٔ ۶ ژوئیه ۱۹۵۹) یک ورزشکار اهل اتحاد جماهیر سوسیالیستی شوروی است.
از باشگاه‌هایی که در آن بازی کرده‌است می‌توان به باشگاه فوتبال دنیپرو دنیپروپتروفسک، باشگاه فوتبال دینامو کیف، باشگاه فوتبال نفتچی باکو و باشگاه فوتبال شاختار دونتسک اشاره کرد.